# 279
279 је била проста година.

## Догађаји
- Цезар  Аурелије Проб и Ноније Патерн су конзули Римског царства.
- Трупе стациониране у Палестини прогласиле су Сатурнина за цара. Проб је очистио Исаурију и Памфилију од разбојника, а такође је освојио Копт и Птолемаиду, које су били освојили Блемијци. Његови генерали су водили рат против Сатурнина.

## Рођења
- Доротеја Цезарејска